# نهر ملقا
نهر ملقا (بالملايوية: Sungai Melaka)‏ نهر يتدفق عبر مدينة ملقا في ولاية ملقا الماليزية، كان النهر طريقًا تجاريًا حيويًا خلال ذروة سلطنة ملقا في القرن الخامس عشر.
يبدأ النهر من سفوح التلال في ولاية نكري سمبيلن المجاورة ويغذي مضيق ملقا. نُفِّذ مشروع بنية تحتية بقيمة 100 مليون دولار أمريكي (350 مليون رينغيت ماليزي) لإحياء وتجديد النهر الذي يعد مركز ملقا كمدينة تاريخية. وشمل ذلك ترميم المباني والجسور، والقناطر الخرسانية. وامتدت مشاريع استصلاح الأراضي من مصب النهر إلى داخل المضيق.